# Alegeri pentru Parlamentul European în România, 2009
Alegerile pentru ocuparea celor 785 de fotolii din Parlamentul European (PE) au avut loc o dată la 5 ani, concomitent in toate țările Uniunii Europene (UE). Astfel, în perioada 4–7 iunie 2009 au avut loc alegerile pentru Parlamentul European în toate cele 27 de state membre ale Uniunii Europene. În România, alegerile s-au desfășurat duminică, 7 iunie 2009, la nivel național.
Alegerile din 2009 din România au fost primele alegeri pentru un mandat complet în Parlamentul European (PE) la care România a participat alături de Bulgaria, concomitent cu restul țărilor membre ale Uniunii. Precedentele alegeri europarlamentare au fost organizate în 2007, după intrarea României și Bulgariei în Uniunea Europeană (UE); din această pricină au fost alegeri pentru un mandat incomplet. Conform Tratatului de la Nisa, România a avut un număr de 33 de reprezentanți în legislatura 2009–2014, rezultați în urma redistribuirii celor 783 de locuri între țările membre ale Uniunii. Conform legislației europene, alegerile europarlamentare din 2009 s-au desfășurat pe bază de listă de partid. Totodată, aceste alegeri au fost al doilea de acest tip de la intrarea țării în Uniunea Europeană (UE) în 2007.

## Detalii alegeri în România
- România a avut un număr de 33 de europarlamentari alocați pentru următoarea legislatură de atunci din cadrul Parlamentului European (alocare bazată pe populația rezidentă de atunci din țară);
- Alegerile în toate țările UE s-au făcut pe bază de listă de partid;
- Cei 33 de reprezentanți ai României au fost aleși în funcție de numărul de voturi obținute de fiecare competitor elector (partid, organizație, alianță sau candidat independent);
- Pragul electoral a fost de 5% din voturile valabil exprimate;
- Candidaturile au fost depuse la BEC (i.e. Biroul Electoral Central) și au trebuit să fie însoțite de un număr fix de semnături de susținere, astfel:
  - Un candidat independent a trebuit să întrunească minim 100.000 de semnături de susținere;
  - Un partid, organizație, alianță politică sau electorală, etc. a trebuit să depună împreună cu candidatura la BEC și o listă cu minim 200.000 de semnături de susținere.

## Caracteristici
Nu au existat evenimente care să influențeze major rezultatul alegerilor. Nu au lipsit însă suspiciunile de fraudă.
Astfel, mai multe autobuze și autocare, presupuse ca implicate în turismul electoral (ne referim aici la cetățeni suspectați că și-ar exercita dreptul la vot de mai multe ori în mai multe circumscripții) au fost verificate, chiar cu exces de zel de organele de poliție dispuse sub forma unor filtre pe marile artere rutiere.
Vizita președintelui Băsescu efectuată în rândul trupelor militare românești din Afganistan a fost interpretată de Mircea Geoană ca fiind o acțiune electorală și acesta din urmă și-a dat demisia din conducerea Consiliului Suprem de Apărare a Țării, stârnind o adevărată furtună mediatică.

## Candidați în România
Notă: partidele sunt înșiruite în ordinea în care și-au depus listele cu candidați la Biroul Electoral Central.

### Partidul Democrat Liberal(PD-L)
1. Theodor Stolojan
2. Monica Macovei
3. Traian Ungureanu
4. Cristian Preda
5. Marian-Jean Marinescu
6. Iosif Matula
7. Sebastian Bodu
8. Petru-Constantin Luhan
9. Rareș Niculescu
10. Elena-Oana Antonescu
11. Constantin Dumitriu
12. Dragoș-Florin David
13. Elvira-Rodica Andronescu
14. Alexandru Nazare
15. Flaviu-Călin Rus
16. Petru Daniel Funeriu
17. Enache Dumitru
18. Nicolae Banda
19. Mircea-Sevastian Grosu
20. Elisabeta Ghidiu
21. Crinuța-Nicoleta Dumitrean
22. Maria-Andreea Vass
23. Tudor Luchian
24. Cristian Apostol
25. Ionela Bruchental-Pop
26. Vasile Viman
27. Simion Costea
28. Vasile-Matei Oprița
29. Rareș-Alexandru Ionescu
30. Ioan-Dan Fiera
31. Grațiela Iordache
32. Radu-Cătălin Drăguș
33. Marcel Hoară
34. Andrei-Octavian Paraschivescu
35. Constantin Dumitru
36. Florențiu Tănase
37. Silviu Radu-Ion
38. Marius-Marian Arcăleanu
39. Marius-Lucian Negoiță
40. Anca-Cristina Zevedei
41. Eugenia Maria Secară
42. Cristian Florin Goian
43. Dumitru Godînca

### Partidul Național Liberal(PNL)
1. Norica Nicolai
2. Adina Vălean
3. Renate Weber
4. Ramona Mănescu
5. Cristian Bușoi
6. Ben-Oni Ardelean
7. Ovidiu Ioan Silaghi
8. Magor Csibi
9. Cătălin Turliuc
10. Cristian Cojocaru
11. Ionel Muscalu
12. Radu Surugiu
13. Radu Pușcariu
14. Eduard Hellvig
15. Roberto Dietrich
16. Camelis Ghiveciu
17. Alexandru Morțun
18. Cristian Ghibu
19. Adrian Oros
20. Liviu-Ionuț Popescu
21. Gabriel Săvulescu
22. Dumitru Cosmescu
23. Ludovic Orban
24. Gabriel Lungu
25. Andrei Petrescu
26. Doina-Eufrosina Carp
27. Cristian Anghel
28. Ovidiu Zamfirescu
29. Victor Ionescu
30. Daniel Purghel
31. Florin Ciurariu
32. Iulian Georgevici
33. Arin Avramescu
34. Romeo Stavarache
35. Ingrid Zaarour
36. Florentin Moșteanu
37. Hubert-Petru-Ștefan Thuma
38. Viorel Călin
39. Aura Pohoață
40. Relu Fenechiu
41. Mircia Muntean
42. Ioana Lambru
43. Claudia Benchescu

### Uniunea Democrată Maghiară din România(UDMR/RMDSZ)
1. László Tőkés
2. Iuliu Winkler
3. Csaba Sógor
4. Zsolt Szilágyi
5. Péter Kovács
6. Anna Horváth
7. Ferenc Asztalos
8. János László
9. Zsombor Brassai
10. János Demeter
11. István Bónis
12. László Dávid
13. Csilla Lőrincz
14. Petru Farago
15. Ferenc Tischler
16. Noemi Abram
17. Éva-Andrea Csép
18. János Boros
19. Alexandru Debreczeni
20. Lajos Sylvester
21. István Dénes
22. Zoltán Deák
23. Stefan-Albert Ványolós
24. Krisztina Sándor
25. Adalbert Krecsák-Szöllösi
26. Gabor Kereskenyi
27. István Finna
28. Adrian Solomon
29. Lörincz Szell
30. Enikő Biró
31. Francisc Halász
32. Róbert-Árpád Lakatos
33. Mihai Găman
34. Maté Kovács
35. Tihamér Czika
36. Tiberiu Toró
37. Gabriella Tonk
38. Margit Bálint
39. Miklós Orbán
40. Csaba Orosz
41. Levente Magyari
42. Tamás Szabó
43. Miklós Bakk

### Partidul Național Țărănesc Creștin Democrat(PNȚCD)
1. Marian Petre Miluț
2. Moiescu Eugen-Romulus
3. Diaconu Alecu-Florin
4. Șcheau Mircea
5. Comănescu Ana
6. Caba Dorin
7. Popovici Marius Mircea
8. Toader Vasile
9. Tomescu Ovidiu-Vinicius
10. Bejan Alexandru
11. Tănase Andrei-George
12. Guțanu Mihai
13. Biru Cristian
14. Crăiță Sandu
15. Cristea Claudiu-Constantin
16. Vultur Ioan-Cristian
17. Catrinoiu Matei
18. Fătu Constantin
19. Mureșanu Mircea
20. Duduială Gheorghe
21. Galu Cosmin-Radu
22. Leon Dumitru
23. Moscu Ștefan
24. Pârvulescu Costin
25. Grigorean Costel Ilie
26. Panait Petre-Ștefan
27. Moldovan Gavrilă
28. Țapliuc Florentin
29. Ababei Constantin
30. Vlădulescu Dumitru
31. Pîrjol George
32. Rădulescu Andrei Dumitru
33. Luca Romulus
34. Perneș Ambroziu – Felician
35. Gheorghe Bogdan-Petrișor
36. Mândrea Laurențiu-Mihai
37. Gavrilescu Dan Decebal
38. Tomuleț Cristian
39. Comănescu Ionuț Eugen
40. Vaida-Coteanu Cristian
41. Mitea Marian-Virgil
42. Popescu Octavian
43. Sârba Tania-Gabriela

### Alianța ElectoralăPartidul Social Democrat(PSD) +Partidul Conservator(PC)
1. Adrian Severin
2. Rovana Plumb
3. Ioan-Mircea Pașcu
4. Silvia-Adriana Țicău
5. Daciana Sârbu
6. Corina Crețu
7. Victor Boștinaru
8. George-Sabin Cutaș
9. Cătălin-Sorin Ivan
10. Ioan Enciu
11. Vasilica-Viorica Dăncilă
12. Minodora Cliveti
13. Aristide Roibu
14. Viorel-Marian Dragomir
15. Marius Oprescu
16. Alin-Lucian-Emanuel Antochi
17. Ștefan Mușoiu
18. Adriana-Doina Pană
19. Ioan Corjuc
20. Daniel Luca
21. Victor Negrescu
22. Geanina-Mihaela Boicu
23. Adrian-Eugen Burlan
24. Ana-Claudia Țapardel
25. Mihaela Huncă
26. Maria-Lia Pop
27. Ucu-Mihai Faur
28. Adrian-Vicențiu Vlad
29. Iuliana Lascu
30. Costin Bicău
31. Alexandru-Ion Steriu
32. Dănuț Buhăescu-Odagiu
33. Ioan-Cristian Șologon
34. Florin-Horațiu Iura
35. Vasile-Cătălin Neagovici
36. Vili-Mihaela Constantin
37. Florin Babarada
38. Alexandru Farcaș
39. Doina-Micșunica Drețcanu
40. Penelopa-Alina Jipa
41. Andrei Iucinu
42. Alexandru-Octavian Cazacu
43. Maria Negoiță

### Partidul România Mare(PRM)
1. Corneliu Vadim Tudor
2. George Becali
3. Claudiu-Ciprian Tănăsescu
4. Eugen Mihăescu (politician)
5. Bălan Angela-Mihaela
6. Dumitru Avram
7. Dan-Dumitru Zamfirescu
8. Ștefan-Silviu Molnar
9. Ionescu Smaranda-Eugenia
10. Constantin-Dilly Șerbănoiu
11. Ruxandra- Georgeta Lungu
12. Pavel-Gavril Suian
13. Dorel Vulpoiu
14. Dumitru Odor
15. Marian Fulga
16. Gheorghe Fițion
17. Oprea Irimia
18. Margareta-Anca Tomoioagă
19. Ioan-Dorel Romoșan
20. Marta-Simona Petre
21. Andrei-Alexandru Badea
22. Ioan Muha
23. Alin Văleanu
24. Remus-Florin Popoviciu
25. Grigore Boșca
26. Gabriela Truică
27. Dumitru-Sorin Popescu
28. Simona Roman
29. Laura Olteanu
30. Marius-Laurian Toma
31. Vasile Ofileanu
32. Emil Crișan
33. Vasile Diacon
34. Raluca-Alina Drăghici
35. Ghiorghe Tălău
36. Irinel Marinescu
37. Mărgărit- Constantin Amza
38. Ionel-Ciprian Samson
39. Luminița-Pachel Adam
40. Dumitru- Constantin Țîrlea
41. Constantin Ibănescu
42. Florin Huțul
43. Iulian-Constantin Pițigoi

### Candidați Independenți
1. Elena Băsescu independent dupa ce a demisionat din PD-L,ulterior a reintrat in PD-L si a obtinut un loc in Parlamentul European
2. Pavel Abraham

## Rezultate
|                                                    | Alianța Electorală Partidul Social Democrat + Partidul Conservator | PSE                            | S&D                            | 1.504.218 | 31,07% | 11 | 10    | +1 |
|                                                    | Partidul Democrat Liberal                                          | PPE                            | PPE-DE                         | 1.438.000 | 29,71% | 10 | 16[a] | -6 |
|                                                    | Partidul Național Liberal                                          | ALDE                           | ALDE                           | 702.974   | 14,52% | 5  | 6     | -1 |
|                                                    | Uniunea Democrată Maghiară din România                             | PPE                            | PPE-DE                         | 431.739   | 8,92%  | 3  | 2[b]  | +1 |
|                                                    | Partidul România Mare                                              | –                              | –                              | 419.094   | 8,65%  | 3  | –     | +3 |
|                                                    | Elena Băsescu                                                      | –                              | PPE-DE                         | 204.280   | 4,22%  | 1  | –     | +1 |
|                                                    | Partidul Național Țărănesc Creștin Democrat                        | PPE                            | –                              | 70.427    | 1,45%  | –  | –     | –  |
|                                                    | Pavel Abraham                                                      | –                              | –                              | 49.864    | 1,03%  | –  | –     | –  |
|                                                    | Forța Civică                                                       | –                              | –                              | 19.436    | 0,40%  | –  | –     | –  |
| Voturi valabil exprimate                           | Voturi valabil exprimate                                           | Voturi valabil exprimate       | Voturi valabil exprimate       | 4.840.032 | 96,12% | –  | –     | –  |
| Voturi nule                                        | Voturi nule                                                        | Voturi nule                    | Voturi nule                    | 194.621   | 3,86%  | –  | –     | –  |
| Total (prezență la vot 27,67%)                     | Total (prezență la vot 27,67%)                                     | Total (prezență la vot 27,67%) | Total (prezență la vot 27,67%) | 5.035.297 | 100 %  | 33 | 35[c] | –2 |
| Sursa: Biroul Electoral Central (rezultate finale) |                                                                    |                                |                                |           |        |    |       |    |

Note
1. ^ În cadrul alegerilor pentru Parlamentul European în România din noiembrie 2007, Partidul Democrat (PD) a câștigat 13 mandate, iar Partidul Liberal Democrat (PLD) a câștigat 3 mandate. Între decembrie 2008 și ianuarie 2009 Partidul Democrat (PD) și-a schimbat numele în Partidul Liberal Democrat (PLD) și a fuzionat cu acesta din urmă, formând Partidul Democrat Liberal (PDL).
2. ^ Doar mandatele obținte de Uniunea Democrată Maghiară din România (UDMR/RMDSZ).
3. ^ La Alegerile pentru Parlamentul European în România din noiembrie 2007, László Tőkés a candidat ca independent și, pe durata legislaturii 2004–2009 a fost membru al grupului Verzilor/Alianța Liberă Europeană. În cadrul acestor alegeri, László Tőkés a candidat din partea pentru Uniunii Democratice a Maghiarilor din România (UDMR/RMDSZ).